# Idézőjel
Az idézőjel olyan írásjel, mely idézetek, kifejezések vagy egyéb különlegességek kiemelésére szolgál. Sokféle formája van a különböző nyelvekben és a különböző médiumokban. A magyarban a leggyakoribb formája a macskaköröm, de használatos az úgynevezett lúdláb és a félidézőjel is.

## Használata

### Az idézés
A magyarban a szövegbe ékelt szó szerinti idézetet általában idézőjelpár közé fogjuk.
A kezdő idézőjel hozzátapad az utána következő szóhoz, a berekesztő pedig az előtte állóhoz.
„Jót s jól! Ebben áll a nagy titok” – figyelmezteti Kazinczy költőtársait.
Ha az idézeten belül is idézet van, azt hegyével befelé forduló jelpárral, vagy szögletes zárójellel ([]) jelöljük.
Petőfi írta apjáról: „Szemében »mesterségem« / Most is nagy szálka még; / Előítéletét az / Évek nem szünteték.”
Idézéskor az idéző mondat az idézet előtt, után vagy közben is lehet.
Ha az idéző mondat az idézet előtt áll, kettőspontot teszünk közéjük. Az idézetet általában nagy kezdőbetűvel kezdjük. A berekesztő idézőjel elé az idézetnek megfelelő írásjel kerül.
Bessenyei ma is érvényes igazságot fogalmazott meg: „Minden nemzet a maga nyelvén lett tudós, de idegenen sohasem.”
Örök kérdést tesz fel Vörösmarty: „Mi dolgunk a világon?”
Petőfi így kezdi híres versét: „Ne fogjon senki könnyelműen a húrok pengetésihez!”
Ha az idéző mondat folytatódik, kisbetűvel teszi ezt.
Madách szavait: „Mondottam, ember: küzdj és bízva bízzál!” ma is gyakran idézzük.
Természetesen az idézet kisbetűvel kezdődik, ha az az eredeti szövegben is kisbetűs.
A közeledő őszt ekképp jeleníti meg Babits: „már hullnak a cifra virágok / szirmai, rongyban, mint farsangi plakátok, / ha süvít a böjti szél.”
Ha az idéző mondat követi az idézetet, gondolatjellel kapcsoljuk, és kisbetűvel kezdjük. Ekkor az idézet végén lévő pontot nem tesszük ki (de a kérdőjelet és a felkiáltójelet igen).
„Ismerni a jót könnyebb, mint követni” – írta unokaöccsének Kölcsey.
„Ó, megvan-e még az az otthon?” – sóhajt fel Radnóti.
„Még kér a nép, most adjatok neki!” – figyelmeztette Petőfi az urakat.
Ha az idéző mondat az idézetbe van iktatva, akkor közbevetésként van jelen, ezért gondolatjelpár közé tesszük, és kisbetűvel kezdjük. A berekesztő idézőjel a szövegzáró írásjel után jelenik meg.
„A tudományos felfogás szerint – írja Kosztolányi – nincs semmiféle rangkülönbség a nyelvek között.”
„Lesz-e gyümölcs a fán – kérdi Petőfi –, melynek nincs virága?”
„Az eszmék erősbek / A rossz anyagnál – vallja Madách. – Ezt ledöntheti / Erőszak, az örökre élni fog.”
Ha az idézetet a mondat tartalmához igazítjuk, akkor (az eredeti szöveg ellenére) kisbetűvel kezdjük.
A tanterv szerint az iskola egyik célja az, hogy „testileg, szellemileg egészséges, edzett nemzedéket neveljen”, de ez csak a társadalom egészének tevékeny közreműködésével érhető el.
A „rendületlenül” később jelszóból magatartásformává érett.
Ha a mondat az idézett résszel végződik, a mondatvégi írásjelet a záró idézőjel után tesszük ki.
Juhász Gyula a munkában azt az erőt látja, amely „a szabadság útjára visz gyász és romok felett”.
Ha némileg megváltoztatjuk mások szavait (tartalmi idézés), vagy egyenes beszéd esetén nem használunk idézőjelet.
Alkotmányunk kimondja, hogy társadalmi rendszerünknek a munka az alapja.
Mondtam neki, hogy nincs az az áldozat, amire ne lennék képes a gyerekeimért.
A magyarban a szépirodalmi művekben a szereplő szavait nem idézőjelekkel, hanem gondolatjelekkel határoljuk.

### Kiemelés és átvitt értelem
Arra is használhatóak az idézőjelek, hogy jelezzék: az általuk kiemelt kifejezést nem szó szerint kell érteni. A leggyakoribb ilyen esetek, ha a beszélő ironikusan fogalmaz, és erre fel szeretné hívni a figyelmet; vagy ha az idézőjelben álló kifejezés nem szokványos nyelvi forma, vagy megszokott jelentésétől eltérően értendő.
Biztosan nagyon „elfoglalt”, ezért nem lehet itt.
Ne akarj te engem mindenképp „jobb belátásra bírni”!
„Disznóságok” – riport a magyar sertéstenyésztés mai állapotáról.
Az idézőjelek ezen fajtáját óvatosan használjuk, ugyanis könnyen összetéveszthetők a valódi idézetekkel. A magyar helyesírás szabályai szerint: „Ezzel a lehetőséggel azonban – a divatnak hódolva – ne éljünk vissza!”

### Művek címe
A nagyobb művek, pl. regények címét is tehetjük idézőjelbe, bár kiemelésükre jobb a dőlt betűs szedés. Folyó szövegben nem is fontos mindenképp kiemelni a címet.
A rövidebb munkák címét többnyire idézőjelpárral emeljük ki:
- Könyvfejezetek: A Gyűrűk Ura című regény első fejezete az „Egy rég várt ünnepély” címet viseli.
- Újságcikkek: „Égetnivalók”, PC World, 2004. május.
- Számok, kislemezek stb.: David Bowie: „Space Oddity”

Idézőjelbe tett címekhez mindig kötőjellel fűzzük a toldalékot: Jókainak „Az arany ember”-e.
Lásd még: Wikipédia:Stilisztikai útmutató

## A nyomdai idézőjelek karakterképe a magyar tipográfiában
Alább láthatóak az idézőjelek karakterképei és azok Unicode- és HTML-kódjai. A magyar nyelvben nem használunk szimpla idézőjeleket, de a táblázatok tartalmazzák az idegen formákat is.
Figyelem: Lehet, hogy a karakterek egy része nem jelenik meg megfelelően bizonyos böngészőkben, és másféle jel vagy négyzet jelenik meg helyettük.

### Az elsődleges (dupla) idézőjelek
Az elsődleges (dupla) és a harmadlagos (szimpla) idézőjel egyaránt a 9-es számhoz hasonlít, melynek karikája be van töltve. A legáltalánosabb idézőjelpár, az elsődleges (dupla) idézőjel kétszer két vonásból áll, amely az idézet elején alul, az idézet végén pedig felül található. (A másodlagos, csúcsos idézőjelet lásd alább.) A harmadlagos (szimpla) idézőjelnél, az ún. félidézőjelnél azonban mindkét jel azonos: felül található és balra mutat.
| Minta | Unicode (decimális)          | HTML            | Windows ASCII (decimális) | Leírás                                   |
| ----- | ---------------------------- | --------------- | ------------------------- | ---------------------------------------- |
| ’A’   | U+2019 (8217) kétszer        | &rsquo; kétszer | Alt+0146 kétszer          | magyar szimpla idézőjelek, a félidézőjel |
| „A”   | U+201E (8222), U+201D (8221) | &bdquo; &rdquo; | Alt+0132, Alt+0148        | magyar dupla idézőjelek, macskaköröm     |

Az idézeten belüli idézetben csúcsos idézőjeleket használunk (lásd lejjebb).

### A másodlagos idézőjel: a lúdláb
Lúdlábnak hívják a magyar szövegekben lévő belső idézőjelet, azaz az idézeten belüli idézés tipográfiai jelölését. Két-két kis nyilacskából áll, melyek egyaránt befelé, az idézett rész felé mutatnak. Érdekességként megjegyzendő, hogy a francia helyesírásban ez a jel az elsődleges idézőjel, de fordított sorrendben (kifelé mutató nyilakkal) és mindig szóközzel: « modèle ».
| Minta | Unicode (decimális)                                        | HTML              | Windows ASCII (decimális)            | Leírás                                                                  |
| ----- | ---------------------------------------------------------- | ----------------- | ------------------------------------ | ----------------------------------------------------------------------- |
| »A«   | U+00BB (187); U+00AB (171)                                 | &raquo; &laquo;   | Alt+0187; Alt+0171                   | magyar belső idézőjel (bal és jobb)                                     |
| ‹ A › | U+2039 (8249), U+202F (8239); U+202F (8239), U+203a (8250) | &lsaquo; &rsaquo; | Alt+0139, Alt+160; Alt+160, Alt+0155 | francia csúcsos szimpla idézőjel (bal és jobb), keskeny szóközzel tapad |
| « A » | U+00AB (171), U+202F (8239); U+202F (8239), U+00BB (187)   | &laquo; &raquo;   | Alt+0171, Alt+160; Alt+160, Alt+0187 | francia csúcsos dupla idézőjel (bal és jobb), keskeny szóközzel tapad   |

### A harmadlagos idézőjel: a félidézőjel
A félidézőjel egy kitöltött karikás 9-es számra emlékeztető idézőjel, amelyet elsősorban két célra használnak:
- hármas idézés esetén (idézeten belüli idézeten belüli idézéskor),
- nyelvészeti munkákban a jelentés megadására (ebben az értelemben jelentésjelnek is nevezik).

Az idézett rész előtt és után azonos alakban áll, mindkét esetben felül:
„… »… ’minta’ …« …”
A tipográfiában ezt a karaktert használják az aposztróf (hiányjel) megjelenítésére is.
Gépbe vitele:
- Windows alatt beírható az [Alt+0146] kombináció segítségével.
- Macintoshon: Shift+Option+B és Shift+Option+V
- GTK alapú alkalmazásokban: Ctrl + Shift + U, majd 2019szóköz
- hivatkozás HTML és XHTML entitásra: &rsquo;
- SGML számszerű hivatkozás: &#8217;

## Más nyelvek idézőjelei

### Nyomdai idézőjelek az angolszász tipográfiában
Mindkét idézőjel felül van, az első 6-os, a második 9-es alakú.
| Minta | Unicode (decimális)          | HTML            | Leírás                                 |
| ----- | ---------------------------- | --------------- | -------------------------------------- |
| ‘A’   | U+2018 (8216), U+2019 (8217) | &lsquo; &rsquo; | angol szimpla idézőjelek (bal és jobb) |
| “A”   | U+201c (8220), U+201d (8221) | &ldquo; &rdquo; | angol dupla idézőjelek (bal és jobb)   |

### Nyomdai idézőjelek a német tipográfiában
A németben a magyarhoz hasonlóan szintén lent-fent vannak az idézőjelek, de a záró jel fordított a magyaréhoz képest, 6-os alakú.
| Minta | Unicode (decimális)          | HTML            | Leírás                                 |
| ----- | ---------------------------- | --------------- | -------------------------------------- |
| „A“   | U+201E (8222), U+201C (8220) | &bdquo; &ldquo; | német dupla idézőjelek (bal és jobb)   |
| ‚A‘   | U+201a (8218), U+2018 (8216) | &sbquo; &lsquo; | német szimpla idézőjelek (bal és jobb) |

### Csúcsos idézőjelek
Néhány nyelv, mint például az újlatin nyelvek és az orosz, csúcsos vagy úgynevezett latin idézőjelet használ, szóközökkel vagy azok nélkül:
« Est-ce que vous aimez ma ponctuation, Henri ? »
A magyarban, mint már korábban láthattuk, ha egy idézeten belül idézet van, azt hegyével befelé forduló latin idézőjelekkel, szóközök nélkül írjuk.
Bár nem gyakori, a hollandban is használnak csúcsos idézőjeleket, a holland állami kiadványokban. Nagyon ritkán a német kiadványokban is használják, a magyarhoz hasonló alakjában.

### Szögletes idézőjelek (kelet-ázsiai nyelvek)
A japán és a kínai nyelvekben a lent látható szögletes idézőjeleket használják. A dupla idézőjeleket az idézeten belüli idézethez használják.
| Minta | Unicode (decimális)            | Leírás |
| ----- | ------------------------------ | --- |
| 「A」 | U+300C (12300), U+300D (12301) | ázsiai szimpla szögletes idézőjel (jobb és bal) kínai: 引号 (pinjin: yǐnhào) japán: kandzsi: 鉤括弧 ; hiragana: かぎかっこ (kagikakko) |
| 『A』 | U+300E (12302), U+300F (12303) | ázsiai dupla szögletes idézőjel (bal és jobb) kínai: 双引号 (pinjin: shuāng yǐnhào) japán: 二重鉤括弧 (nidzsú kagikakko)               |

## Írógépes idézőjelek
Általában az írógépes vagy egyenes idézőjeleket használják a gyorsírás folyamán, és ezek a szabványos jelek az írógépeken (innen jön a neve) és a számítógépeken is. Az újabb szövegszerkesztők viszont olyan funkcióval is rendelkeznek, amely nyomdai idézőjelekké alakítja ezeket (lásd lejjebb). A múltban tervezett néhány számítógéprendszer megfelelő kezdő és záró idézőjeleket tartalmazott. Az 1960-as évek óta létező szabványos ASCII-ben viszont mindössze három idézőjel érhető el: ", ' és a fordított félidézőjel (`).
Macskaköröm a neve a magyar szövegekben leggyakrabban használt idézőjelnek. (Beszéd közben nemzetközileg a két kéz két-két - a mutató és a középső - ujjával jelzik.)
| Minták | Unicode (decimális) | HTML                           | Leírás                                                              |
| ------ | ------------------- | ------------------------------ | ------------------------------------------------------------------- |
| 'A'    | U+0027 (39)         | XML-ben &apos;, de általában ' | írógépes aposztróf/szimpla idézőjel                                 |
| "A"    | U+0022 (34)         | &quot;, de általában "         | írógépes dupla idézőjel, macskaköröm                                |
| `A`    | U+0060 (96)         | &grave;, de általában `        | írógépes fordított félidézőjel (angolul grave accent vagy backtick) |

Sok rendszer, például az 1980-as és a korai 1990-es évekbeli személyi számítógépek az írógépes idézőjeleket valójában záró nyomdai idézőjelekként rajzolták ki a képernyőn és a nyomtatásban, a szöveg tehát így festett (körülbelül):
```
”Yesterday” volt a Beatles-dal címe.
’Yesterday’ volt a Beatles-dal címe.
```

A fordított idézőjelet (`) így a szimpla idézőjelek megfelelő megjelenítéséhez lehetett használni. Sajnos semmi ilyesmi nem állt rendelkezésre a dupla idézőjelekhez, így sokan két szimpla idézőjelet használtak, például így:
```
‘Yesterday’ volt a Beatles-dal címe.
‘‘Yesterday’’ volt a Beatles-dal címe.
```

E karakterek alakja rendszerről rendszerre nagyban különbözött. Jelenleg az új karakterkészletekre való áttérés miatt - mint a Unicode, amely szerint a szimpla és a dupla idézőjeleknek függőlegeseknek kell lenniük, nem ferdéknek - az ilyen trükkök igencsak más megjelenéshez vezetnek:
```
``Yesterday
''
 volt a Beatles-dal címe.
```

Szokták még az írógépes idézőjeleket használni – helytelenül – a hüvelyk és láb vagy a szögperc és -másodperc jelöléséhez. Helyesen a 40 fok, 20 perc és 50 másodpercet így írják: 40° 20′ 50″, a 15 colost pedig így: 15″-os.

## A különböző nyelvekben használatos idézőjelek összehasonlító táblázata
| Nyelv                | Normál | Normál  | Alternatív | Alternatív |
| Nyelv                | Dupla  | Szimpla | Dupla      | Szimpla    |
| -------------------- | ------ | ------- | ---------- | ---------- |
| Afrikaans            | „…”    | ‚…’     |            |            |
| Albán                | «…»    | ‹…›     | “…„        | ‘…‚        |
| Angol                | “…”    | ‘…’     |            |            |
| Belarusz             | «…»    | ‹…›     | „…“        | ‚…‘        |
| Bolgár               | „…“    | ‚…‘     |            |            |
| Cseh                 | „…“    | ‚…‘     | »…«        | ›…‹        |
| Dán                  | »…«    | ›…‹     | „…“        | ‚…‘        |
| Észt                 | «…»    | ‹…›     | „…“        | ‚…‘        |
| Finn                 | ”…”    | ’…’     | »…»        | ›…›        |
| Francia              | « … »  | ‹ … ›   | “…”        | ‘…’        |
| Görög                | «…»    | ‹…›     | “…„        | ‘…‚        |
| Holland              | „…”    | ‚…’     | ”…”        | ’…’        |
| Horvát               | »…«    | ›…‹     |            |            |
| Ír                   | “…”    | ‘…’     |            |            |
| Izlandi              | „…“    | ‚…‘     |            |            |
| Japán                | 「…」  | 『…』   |            |            |
| Kínai                | “…”    | ‘…’     | 「…」      | 『…』      |
| Lengyel              | „…”    | ‚…’     | «…»        | ‹…›        |
| Lett                 | «…»    | ‹…›     | „…“        | ‚…‘        |
| Litván               | „…“    | ‚…‘     | «…»        | ‹…›        |
| Magyar               | „…”    |         | »…«        |            |
| Német (kivéve Svájc) | „…“    | ‚…‘     | »…«        | ›…‹        |
| Norvég               | «…»    | ‘…’     | „…“        | ‚…‘        |
| Olasz                | «…»    |         | “…”        | ‘…’        |
| Orosz                | «…»    | ‹…›     | „…“        | ‚…‘        |
| Portugál             | «…»    | ‹…›     | “…”        | ‘…’        |
| Portugál (Brazília)  | “…”    | ‘…’     |            |            |
| Román                | „…”    | «…»     |            |            |
| Spanyol              | «…»    |         | “…”        | ‘…’        |
| Svéd                 | ”…”    | ’…’     | »…»        | ›…›        |
| Szerb                | „…”    | ’…’     | »…«        | ›…‹        |
| Szlovák              | „…“    | ‚…‘     | »…«        | ›…‹        |
| Szlovén              | „…“    | ‚…‘     | »…«        | ›…‹        |
| Török                | «…»    | ‹…›     | “…„        | ‘…‚        |
| Ukrán                | «…»    | ‹…›     | „…“        | ‚…‘        |

## Kapcsolódó szócikk
- Aposztróf